# Saumur
Saumur är en kommun i Pays-de-la-Loire i Frankrike. Folkmängden uppgick till cirka 26 000 invånare 2022. Staden har många medeltida byggnader och ett gammalt slott, Château de Saumur. Slottet byggdes av Ludvig I, hertig av Anjou, under 1300-talets senare del och uppfördes på platsen för en tidigare borg. Floden Loire som flyter förbi Saumur är bemängd med sandbankar som blir mer eller mindre synliga beroende på vattenståndet i floden. I floden kan man se pelare efter en gammal bro som inte längre används.
Den välkända ridskolan Cadre Noir är belägen i Saumur.
Ett sätt att göra utflykter genom Saumur kan vara på hästdragna vagnar, som är något av stadens specialitet. I hjärtat av Saumurs gamla kvarter ligger kyrkan Eglise St-Pierre, som byggdes i slutet av 1100-talet.

## Museer
- Musée des Blindés

## Befolkningsutveckling
Antalet invånare i kommunen Saumur
| Referens: INSEE |

## Galleri

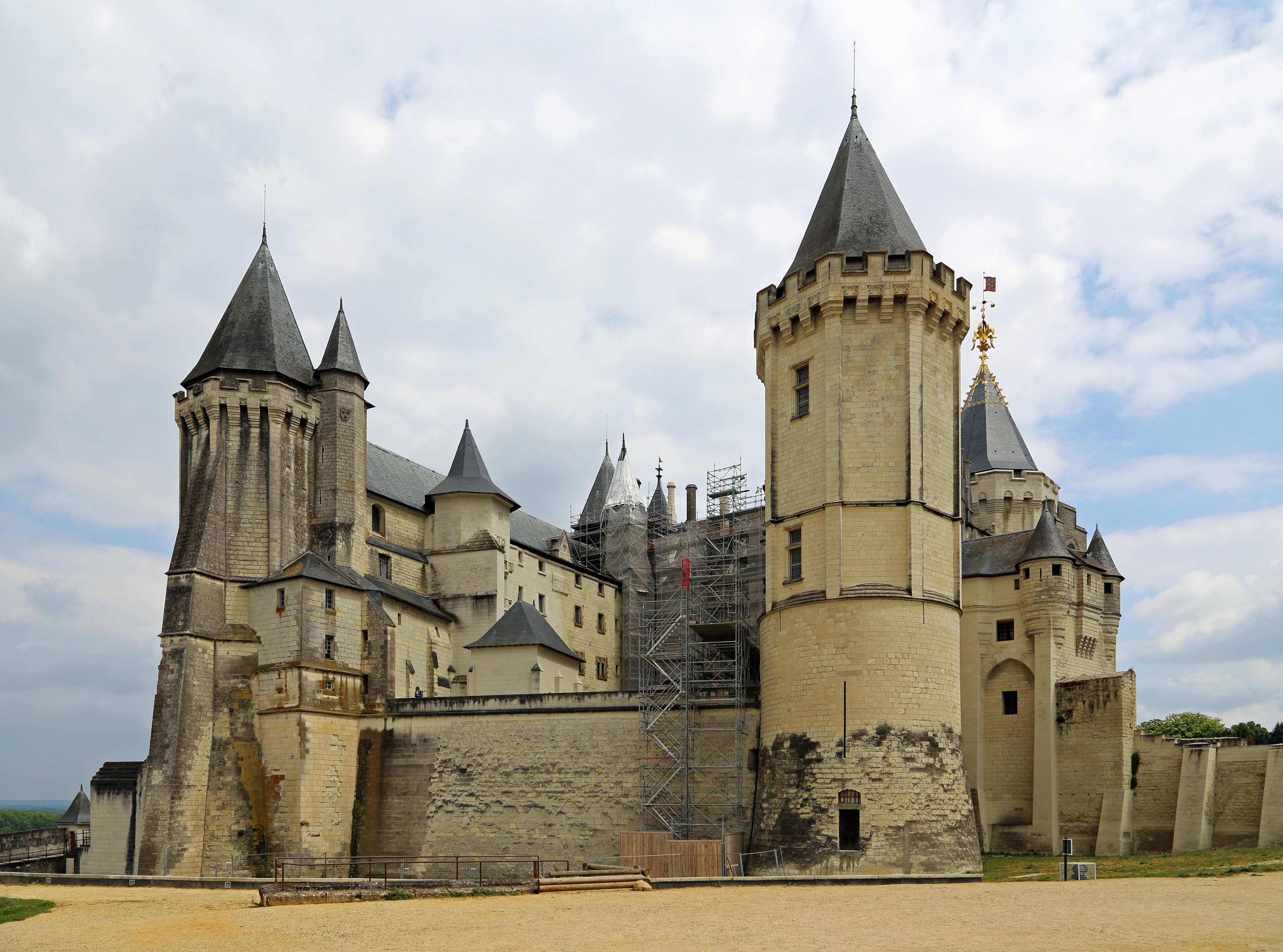
Slottet
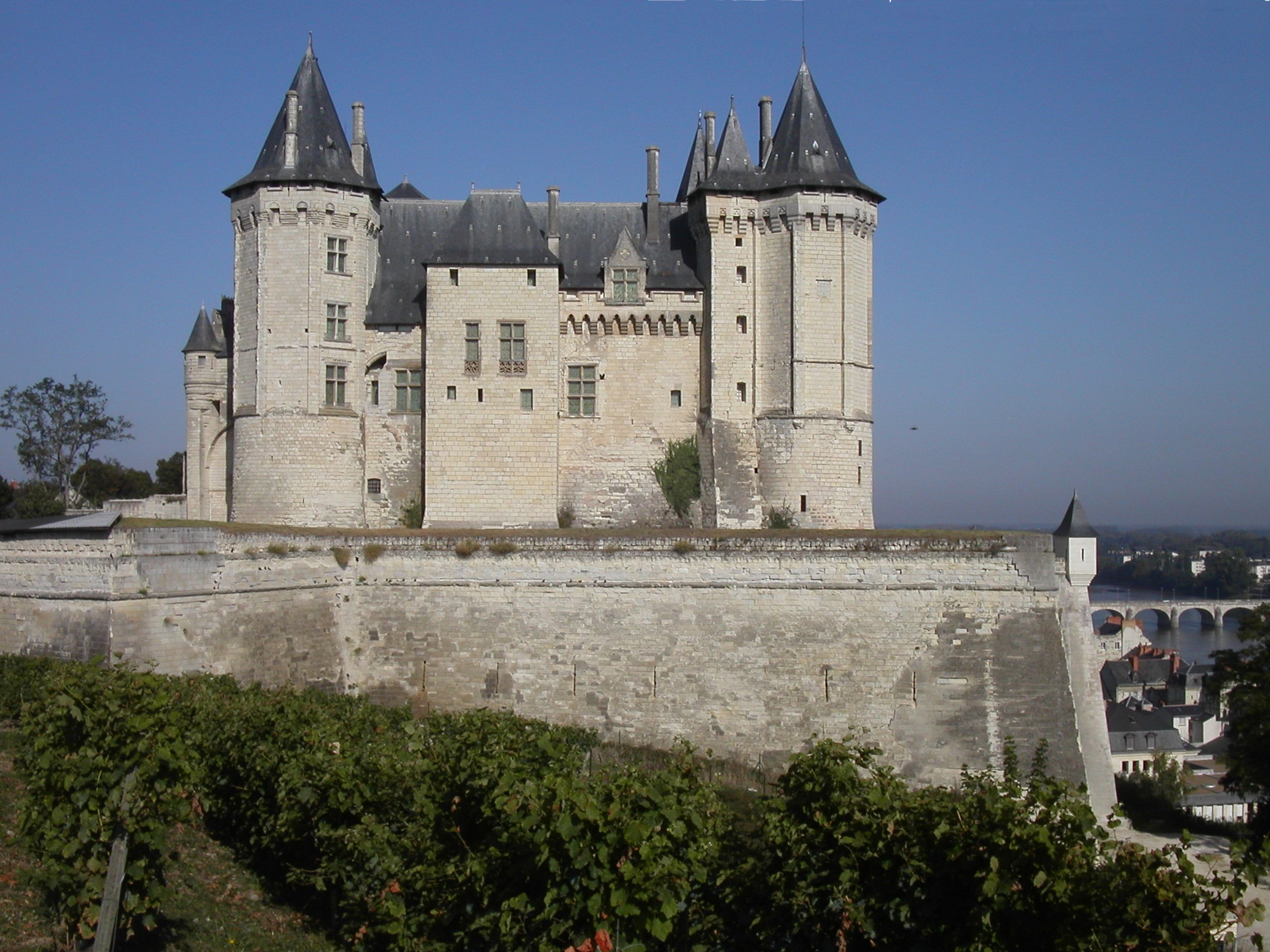
Slottet i Saumur
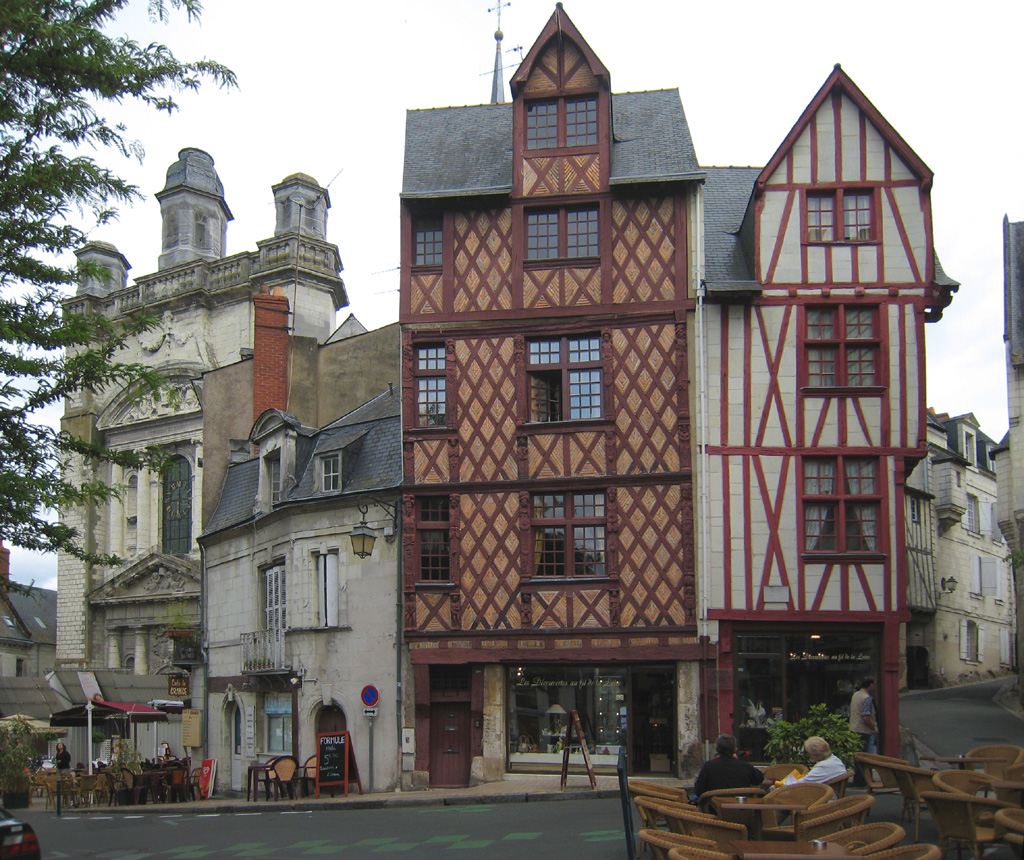
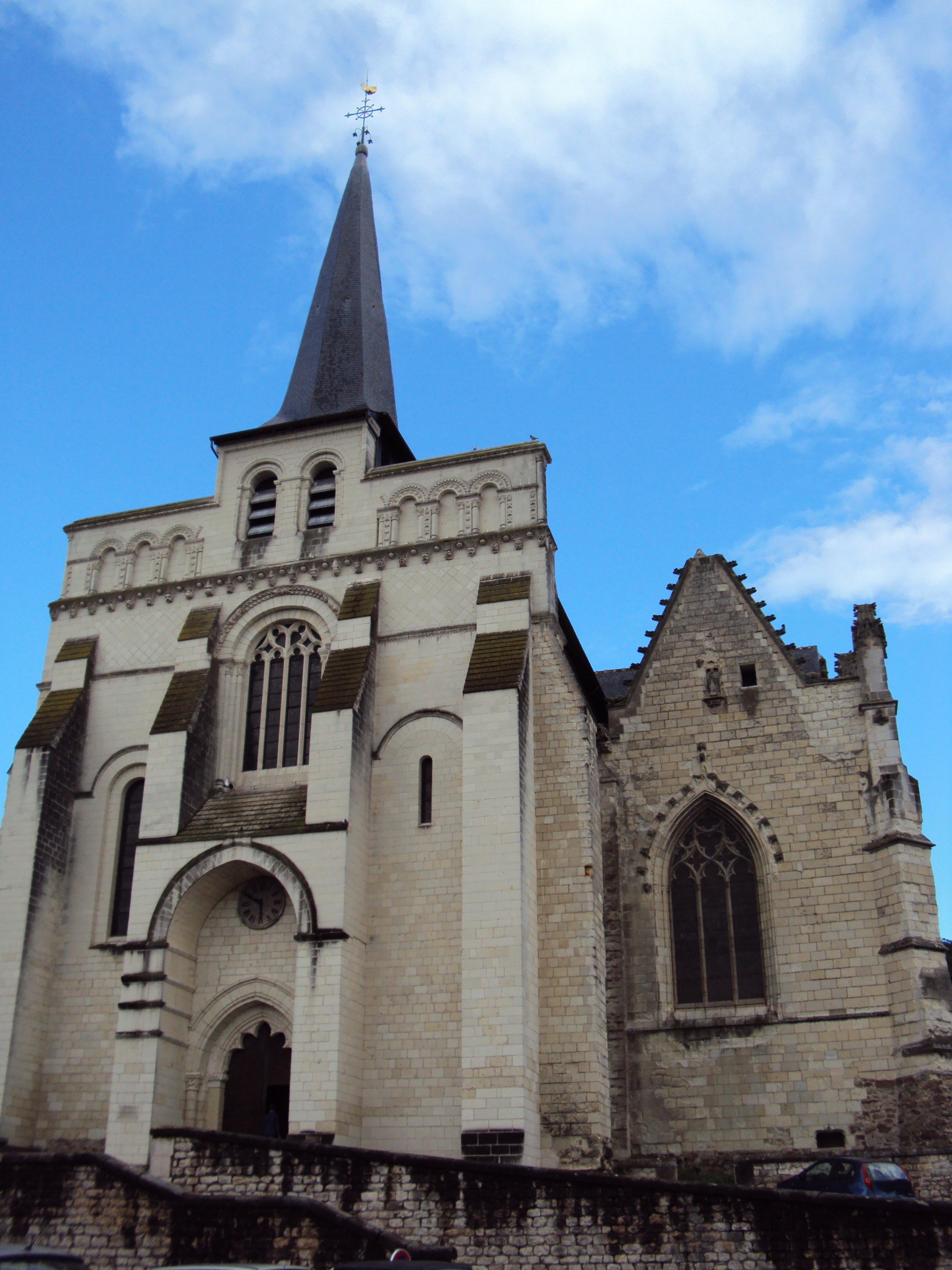